# Graciela Pedraza
Graciela Pedraza (Córdoba Capital, 5 de octubre de 1949) es una escritora, periodista y editora argentina. Fue la primera mujer en la redacción del periódico cordobés La Voz del Interior. En la actualidad es colaboradora de distintos medios gráficos, radiales y televisivos.

## Trayectoria
Pedraza formó parte de redacciones de diarios y revistas, también tuvo participación en estudios de radio y televisión.
Su larga trayectoria periodística comenzó en el año1978 cuando entró a prueba en la redacción del diario cordobés La Voz del Interior, en la sección Artes y Espectáculos, convirtiéndose en la primera mujer periodista en ese medio gráfico.
Graciela cuenta que aún conserva un escrito de Juan Carlos Garat, en ese entonces editorialista de ese diario, en el que la felicita por ser la primera mujer en la redacción.
Además, ha declarado que recuerda las palabras de Jorge Remonda, director del diario en ese momento, diciéndole que ella y Ana María Bonzani eran las jóvenes adquisiciones femeninas de "La Voz", hecho histórico que ocurría durante su gestión.
Fue secretaria de redacción de la revista Aquí Vivimos, una de las revistas cordobesas de mayor tirada, fundada en 1992. A su vez, colaboró con otras publicaciones como la revista Umbrales y Humor Interior, el suplemento que se elaboraba en Córdoba y que formó parte durante un año dentro de la revista porteña Humor.
Trabajó junto al reconocido columnista cordobés Enrique Lacolla a quién consideró como "una biblioteca ambulante abierta".
Hacia fines de los años 80, junto con Beatriz Molinari, Yaraví Durán, Silvana Zanelli y otros compañeros creó la Asociación de Críticos de Córdoba. Tiempo después, fundaron la asociación de críticos para la promoción de las artes, La Zaranda.  Formó parte del grupo de periodistas responsable de Asteriscos, un programa de televisión que se emitía por Canal 10 en 2009.
Con la autora Yaraví Durán fundaron una pequeña editorial de literatura infantil y juvenil, la editorial Garabato que, a raíz de la crisis argentina de 2001, liquidó.  Este proyecto luego fue retomado por Comunicarte, editorial para la cual Pedraza trabaja en la actualidad dirigiendo la colección "Comunicación, Periodismo y Medios".
También coordina un taller de música del barrio villa 9 de Julio.

## Obras
En 2002, publicó El asilo, memorias de la vida cotidiana junto con Aracely Maldonado. También fue coautora de No me olvides (historias de vidas inmigrantes) junto a Durán, libro en el que se destacan 26 testimonios.
Además, en el libro Grandes crónicas periodísticas publicado en 2008, difundió narraciones de periodistas reconocidos sobre distintos hechos históricos.
Graciela Pedraza también escribió El otro lado del mundo, un libro dirigido a niños en el que  introduce el tema de la convivencia en la diversidad.
Su último libro, publicado en 2015,  se titula Mujeres bravas al frente de movimientos sociales. En él, la autora recorre las historias de vida y lucha de 12 mujeres de movimientos sociales de Argentina.

## Premios recibidos
En el género de ficción ha obtenido algunas distinciones literarias, entre ellas el segundo premio del Concurso Nacional La Mujer en las Letras, el premio Concurso Sudamericano Región Abruzzo y el tercer premio del Concurso Latinoamericano Magda Portal.